# غراوسبيتز
غراوسبيتز (بالإنجليزية: Grauspitz)‏ هو أحد جبال سلسلة راتيكون ويقع في كانتون غراوبوندن في سويسرا. يحتل المرتبة رقم 305 في قائمة جبال سويسرا من حيث الارتفاع، إذ يبلغ ارتفاعه حوالي 2599 متر، بينما يبلغ ارتفاع نتوء الجبل 353 متر.